# 虞思祖
虞思祖（1960年—），中華民國空軍退役少將，前國防部發言人。畢業於政治作戰學校、三軍大學空軍指揮參謀學院、國防大學戰爭學院、淡江大學國際關係暨戰略研究所碩士。曾二度擔任國防部發言人，為首位空軍出身的國防部發言人。現為欣雲天然氣總經理。

## 經歷
2007年李天羽上任國防部部長，虞思祖晉升少將，後於2009年陳肇敏部長時期二度回鍋，再次擔任國防部發言人，並於高華柱接任國防部長後，繼續沿任發言人職務，因此於發言人任內歷經三位國防部長。擔任國防部發言人任內，處理多起軍事與社會關注事件，包括美軍軍售爭議說明，以及江國慶冤案對外溝通等
軍旅38年，獲頒勳、獎章35禎，歷練空軍連、中隊、旅、師、軍、軍團級政戰主管，曾任空軍作戰指揮部政戰主任、國防部政戰局處長，空軍教準部政戰主任，獲頒國防大學政治作戰學院傑出校友、中正預校傑出校友。退役後轉任職國軍退除役官兵輔導委員會，並轉任欣雲天然氣股份有限公司擔任總經理與董事。

## 家庭
女兒虞承璇，臺灣新聞主播，畢業於國立政治大學，華視新聞當家主播。